# Kolej na Smokowieckie Siodełko

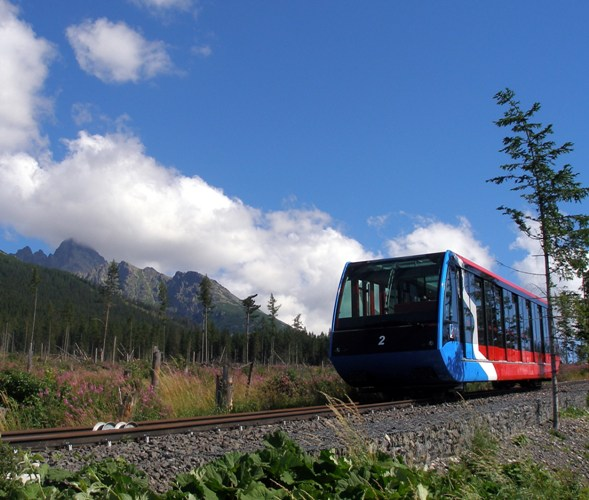
Kolej na trasie

Kolej na Smokowieckie Siodełko, popularnie nazywana kolejką na Hrebienok – kolej linowo-terenowa ze Starego Smokowca na Smokowieckie Siodełko (słow. Hrebienok) w Tatrach Wysokich na Słowacji.
Kolej spełnia podobną rolę, jak w Polsce kolej na Gubałówkę. Siodełko jest bowiem dobrym punktem widokowym, zaś sam przejazd koleją jest dla niektórych turystów celem samym w sobie. Zazwyczaj jednak turyści używają jej tylko jako „odskoczni” do dalszych wędrówek po górach; na Siodełku znajduje się bowiem duży węzeł znakowanych szlaków turystycznych prowadzących na szczyty i doliny Tatr Wysokich.
Dolna stacja kolei znajduje się na wysokości 1025 m w Starym Smokowcu powyżej Grand Hotelu, górna na wysokości 1263 m na Siodełku. Długość trasy wynosi 2 km, różnica wzniesień 238 m, średni spadek 12%. Jest to kolej jednotorowa. Zbudowano ją głównie dla potrzeb sportów zimowych, wokół Siodełka istnieje bowiem duży kompleks terenów narciarskich. Obecnie kolej kursuje jednak przez cały rok (z przerwami na remonty w kwietniu i w listopadzie). Zmodernizowana w latach 1968–1970 kolej zabiera 128 osób jednocześnie.